# Бриеде (река)
Брие́де (латыш. Briede; Лие́лупе, латыш. Lielupe; Ли́даце, латыш. Līdace; в верхнем течении — Пу́чупе, латыш. Pūčupe) — река в северной части Латвии, впадает в озеро Буртниекс. Течёт по территории Буртниекской волости Буртниекского края, Сталбской волости Паргауйского края, Умургской волости Лимбажского края, и Берзайнской, Коценской, Зилакалнской и Дикльской волостей Коценского края.
Длина реки составляет 42 км, площадь водосборного бассейна — 449 км². Исток Пучупе находится на территории Умургской волости в лесистой болотистой местности к северо-западу от холма Кунню, огибая который она пересекает пруд Вайчаку, затем поворачивает на запад и впадает в пруд Свилума, меняя название на Бриеде; далее преобладающим направлением течения становится северо-запад — север. Впадает в озеро Буртниекс на высоте 39,5 м над уровнем моря с южной стороны, на территории Буртниекской волости.